# 最後の博徒
『最後の博徒』（さいごのばくと）は、1985年11月16日に公開された日本映画。東映京都撮影所製作、東映配給。松方弘樹主演・山下耕作監督。
博打をやらせたら日本一と稲川聖城や田岡一雄も認めたといわれ、「仁義なき戦いシリーズ」として描かれた広島抗争を終結させた"最後の博徒"こと、実在の広島ヤクザ・波谷守之の生涯を描く。正延哲士原作の『最後の博徒・波谷守之の半生』の映画化。
前年『修羅の群れ』と主演・監督・スタッフがほぼ同じパッケージで製作された。『修羅の群れ』は日本映画の一大潮流だったやくざ映画の久しぶりの登場と話題を呼んだが、本作はその復活第二弾とも報道された。登場人物はほぼ実在の人物であるが、1985年9月24日に行われた製作発表会見では実録映画ではなく、『修羅の群れ』に続く男性路線第二弾と告知された。しかし本作が最後の本格的実録映画と書かれたものもある。

## 出演
- 荒谷政之（モデル・波谷組組長 波谷守之）[8]：松方弘樹
- 荒谷道代：岡田奈々
- 杉本良春（モデル・波谷組 松本年春）：清水健太郎
- 河藤清（モデル・波谷組 河面清志）：誠直也
- 田辺省平（モデル・波谷組 渡辺省三）：ガッツ石松
- 荒谷静江：岩本多代
- 荒谷儀一：下川辰平

- 石岡博（モデル・土岡組組長 土岡博）[7]：梅宮辰夫
- 大松義寛（モデル・土岡組若頭 大西政寛）[7]：江夏豊
- 石岡リク：日高澄子
- 加納良三（モデル・初代美能組組長 美能幸三）[7]：千葉真一
- 滝内登志夫（モデル・初代美能組 薮内威佐男）：森次晃嗣
- 亀石徹（モデル・初代美能組 亀井貢）：苅谷俊介

- 大原勝（モデル・初代小原組組長 小原馨）：泉谷しげる
- 門間勲（モデル・初代小原組 門広）[4]：木之元亮

- 山辰信男（モデル・山村組組長、初代共政会会長 山村辰雄）[8]：成田三樹夫
- 野崎鉄男（モデル・山村組若頭 佐々木哲彦）：峰岸徹
- 山辰邦子（モデル・山村邦香）：三島ゆり子

- 菅田猛雄（モデル・三代目山口組若頭補佐、初代菅谷組組長 菅谷政雄）[4]：鶴田浩二
- 川名勇（モデル・初代菅谷組舎弟、初代川内組組長 川内弘）：柳田真宏
- 天尾洋志男（モデル・初代菅谷組 天野洋志穂）：岡崎二朗
- 飛鳥：津田耕治
- 早瀬：丹波義隆
- 友田久志 （モデル・三代目共政会会長 山田久）：待田京介
- 森川仁吉（モデル・初代俠道会会長 森田幸吉）：品川隆二
- 刑務所看守：蓑和田良太
- 清島春信（モデル・清水春日）：萬屋錦之介
- 田城一正（モデル・三代目山口組組長 田岡一雄）：丹波哲郎
- 川本茂（モデル・三代目山口組若頭、初代山健組組長 山本健一）：俊藤浩滋

## スタッフ
- 監督：山下耕作
- 企画：藤映像コーポレーション
- 原作：正延哲士
- 脚本：村尾昭
- 製作：俊藤浩滋・高岩淡
- プロデューサー：佐藤雅夫・厨子稔雄
- 撮影：鈴木達夫
- 音楽：伊部晴美
- 美術：井川徳道・今井高瑞
- 録音：芝氏章
- 照明：渡辺喜和
- 編集：玉木濬夫
- 助監督：俵坂昭康

## 製作
松方弘樹は、本作が製作された1985年は、勝新太郎と『戦争と平和』というタイトルで、警視庁と山口県下関市の指定暴力団・合田一家の映画を製作予定で、衣装合わせまで進んでいたが、当局から岡田茂東映社長（当時）に圧力がかかり頓挫したと話しているが、時期は松方の勘違いと見られ、『週刊読売』1987年2月1日号に企画が挙がったのは1986年の冬と書かれている。題材はリアルタイムの抗争ではなく、昭和30年代の実話をヒントに、九州進出を目論む広域暴力団と九州・小倉の地元暴力団との抗争を描く、二人のヤクザの対立と友情の物語となる予定だった。松方・勝が主役の二人を演じ、ビートたけしらの競演、鷹森立一監督が告知され、製作費も6ー7億円を投入する大作で、脚本等も順調に進み、岡田社長が題名を『九州ヤクザ戦争』と命名し、1987年1月下旬からクランクイン、1987年5月公開を予定していた。『キネマ旬報』1987年2月下旬号によれば、1985年から企画が挙がり、正式に中止になったのは1987年初めと書かれている。東映が久しぶりに製作する本格的実録大作で大ヒット予想もあったが、1986年11月頃から九州最大の暴力団・道仁会と山口組系・伊豆組との対立抗争が激化。市民まで巻き込む無差別戦争になり、社会問題になっていたことから、映画ロケは勿論、世論的にもヤクザ映画の製作は好ましくない状況になった。そのものズバリの『九州ヤクザ戦争』という題名からまた岡田社長が『戦争と平和』と改題し、製作に執念を燃やしていたが、広域暴力団vs.地元暴力団のいう対決の構図が映画とそっくりと知った京都府警は、「このままでは火に油を注ぐことになりかねない」と、製作自粛要請を再三再四東映に行い、これを受け、岡田社長以下幹部会議の結果、製作無期延期が決まった。北島三郎が『修羅の群れ』の出演がきっかけで、稲川会の新年会に出席したことが明るみに出て、1986年末の第37回NHK紅白歌合戦への出場を辞退したことで、世間に付いたヤクザ映画のダーティイメージを払拭する必要に迫られたのが中止決定の大きな理由とされる。
『戦争と平和』を予定していた枠には『湘南爆走族』/『蜀山奇傅 天空の剣』と『ちょうちん』が入った。松方は「東映京都撮影所には、時代劇とそれから任侠映画という土壌がありますから。それで諸先輩が年々歳をとってくるから、鶴田のおじさん60いくつ、健さん50いくつ、文ちゃんもまた50と、そしたら今度はお前さんの出番だよというところから始まって、去年再度任侠物『修羅の群れ』に東映がトライしたわけです。まぁおかげさまでお客さんも入ってくれたから今年もう1本やってみるかとなったわけです。今は映画の製作本数は少ないですけど、僕に今年8本出演依頼が来たんですが、こういう時代ですから乱作は駄目だと思い、『修羅の群れ』で僕に白羽の矢を立ててくれた俊藤浩滋プロデューサーを始め、一緒にやったスタッフ、皆に義理も仁義も通さないかんですし、今年は映画はこれ1本にしました」等と述べている。高岩淡東映常務（当時）は1985年9月5日に東映本社であった取材で、「波谷守之さんは『仁義なき戦い』の主人公・美能幸三さんの友人ですから、彼を裏で助けたりするわけです。映画でも美能さんが出て来ますし、『仁義なき戦い』の裏返しの話と考えてもらえばいいと思います。今冤罪事件でこの判決が11月にありますので、丁度その頃封切ります。だから現在進行形の話を思い切ってやるわけですけど、常にヤクザの抗争の中に一人で入って行って、揉め事を収めるということを貫いてきた人ですし、『修羅の群れ』とは全く違う意味で男っぽさをアピールして『修羅の群れ』以上のお客が引けるんじゃないかと思っています」等と話した。

### 監督・キャスティング
監督の山下耕作は「昭和40年からほとんどヤクザ映画ばかり撮ってましたから、一番手慣れた素材ですけど、実録物は得手じゃないです」などと述べている。また「ヤクザ映画が廃れた要因は藤純子の引退だと思う。女が登場しないヤクザ映画ってないでしょ。女がものすごく大きな要素ですね。一番辛い目に遭ってるのが、今度にしても岡田奈々が演じている女だよね。やくざにしても、一番人間的な面を見せるのが女性に対した時でしょ。それがないとヤクザ映画というのはつまらないと思う。藤純子の存在は大きかったね。今、代わりがいないからね。昔の鶴田、高倉健の年齢に丁度、松方がなってきて、藤みたいなエースがいないのは可哀そうだよね」などと述べている。
主演の松方は本作が製作された1985年4月14日から始まったバラエティ番組『天才・たけしの元気が出るテレビ!!』（日本テレビ系）で、ビートたけしにいじられ、汗ダクダクで笑い転げ、ハンカチを拭く仕草や、甲高い声が女子高生から「カワイイ」と大人気となったが、『仁義なき戦い』のファンはガッカリした。松方は「俳優という職業は1歩外へ出たら、どうしてもひと様の目がありますから、やっぱり知らず知らずの内に演技をしています。『天才・たけしの元気が出るテレビ!!』も、勿論全部芝居です。あれは松方部長を演じないかん訳ですしね。あれは日本テレビの加藤光夫プロデューサーが『松方弘樹がとても面白いから』と起用してくれたものです」等と述べている。
『修羅の群れ』では、野球解説者の張本勲と小林繁が特別出演したが、本作では引退直後の江夏豊と柳田真宏の二人の元プロ野球選手が出演した。江夏は本作で第9回日本アカデミー賞新人賞を受賞。

### 撮影
山下耕作といえば、画面に「花」を出すことで有名だが、1963年の『関の彌太ッぺ』でムクゲ、意識的に花を使ったのが1965年の『花と龍』で、その『花と龍』では菊、1968年の『緋牡丹博徒』では牡丹を出した。本作でも助監督が「花、花」とうるさいから、やりにくく、ワンシーン花を出している。
1985年10月半ばクランクアップ。

## 宣伝
今までマスコミに頭を下げたことがないという俊藤プロデューサーが、ヤクザ映画の興亡を賭け、新聞記者にアゴ、アシ付き、テレビのワイドショー1局1番組のスタッフ平均5人の東京―京都往復交通費＋食費50万円等の異例の接待攻勢を行い、古株の映画ジャーナリストから「映画界の全盛時代を思い出した」と喜ばれた。

## 備考
本作公開終了数日後の1985年12月19日、7年の間、金沢刑務所で獄中生活を送っていた波谷守之に、名古屋高等裁判所金沢支部は懲役20年の一審判決を破棄、一転無罪を言い渡した。杉浦龍二郎裁判長はヤクザの被告に「大変長い間ご迷惑をおかけしました」と異例の謝罪をした。豪胆で筋を通す大親分の生き様は、極道の世界で最も畏敬される存在となった。波谷の故郷・広島県呉市から波谷を慕う若い者がひきもきらずで、その中の一人が『北陸代理戦争』で描かれた1977年、福井県三国町で川内組組長・川内弘射殺に加わり、「波谷に射殺を命じられた」と虚偽の自供をした。身に覚えのない波谷は一貫し無罪を主張したが、殺人殺人教唆罪で懲役20年（福井地裁）、二審の名古屋高裁でも公訴棄却になった。この裁判には松川事件その他の冤罪事件で有名な後藤昌次郎弁護士をはじめ、錚々たる弁護士が名を連ね、ヤクザの裁判としては異例なものになったが、弁護団は波谷の人柄と性格から無罪を信じ切っていた。1984年7月には四代目山口組組長に就任した竹中正久が就任直後に金沢刑務所に波谷を見舞ったほどだった。

## 作品の評価

### 作品評
大高宏雄は「『仁義なき戦いシリーズ』で描かれた広島抗争とダブる部分もあるが、『仁義』に登場するキャラクターと本作のキャラクターがかけ離れているため、あまりピンと来ない。本作は広島抗争を描きながらも、あの『仁義』とは似て非なる内容になった。敢えて言うなら、あの殺伐とした『仁義』に対してアンチテーゼを出した趣さえある。主人公荒谷政之を演じた松方の役割は、抗争をいかに収めるかにある。『仁義』の主人公・菅原文太がマッチポンプ的役割を演じていたのとは正反対である。本作は、タイトルにある『最後の博徒』の通り、正に"最後のヤクザ映画的"趣を持っていることが非常に興味深い。勿論、この後もヤクザ映画は作られていくのだが、往年のヤクザ映画を支えた俳優たちが、大どころを押さえている作品としては、正に"最後"なのである」等と評している。